# Бастиани, Ладзаро
Ладзаро Бастиани, по-венециански: Лаццари Бастиани  (итал. Lazzaro, Lazzari Bastiani; 1429, Падуя — 5 апреля 1512, Венеция) — итальянский живописец раннего Возрождения, периода кватроченто венецианской школы.

## Биография
Бастиани родился в Падуе или Венеции, в семье Якопо Ладзаро. Предположительно, обучался живописи в мастерской Антонио Виварини да Мурано, развиваясь под влиянием искусства Якопо Беллини и Андреа Мантеньи. Имя Ладзаро ди Якопо Бастиани в качестве независимого художника появляется в венецианских архивных документах в 1449 году, на этом основании исследователи отнесли дату его рождения приблизительно к 1430 году. От 1460 года сохранилось сообщение о том, что он расписал алтарь для церкви Сан-Самуэле (алтарь не сохранился), а в 1479 году — «Историю Давида» для Скуолы Гранде-ди-Сан-Марко; в том же году он стал членом Скуолы-ди-Сан-Джироламо; в 1473 году получил заказ на картину в городке Пера-ди-Фасса (Тренто). «Рождество» для венецианской церкви Св. Елены датируется 1480 годом, ныне в Галерее венецианской Академии. С 1482 года художник жил в Венеции.
В 1482 году он отмечен как житель Венеции, 1484 годом датирована алтарная картина «Мадонна со святыми и донатором», написанная Ладзаро для церкви Санти-Мария-э-Донато на о. Мурано; 1490 годом датирована и подписана картина «Коронование Марии» (ныне в Бергамо, Академия Каррара). В 1494 году художник стал членом братства Скуолы Гранде-ди-Сан-Марко. В 1505 году совместно с Бенедетто Рускони художник расписывал штандарты для площади Сан-Марко, а в 1508 году он получил заказ от Джованни Беллини оценить вместе с Витторе Карпаччо фрески Джорджоне, написанные на главном фасаде Фондако деи Тедески (Немецкого подворья) на Гранд-канале. В 1512 году Ладзаро Бастиани скончался.
Исходя из некоторого сходства произведений Бастиани в прошлом считали учителем Карпаччо. Ныне эта версия считается безосновательной. Сыновья Бастиани Ладзаро — Себастьяно (Альвизе ?) и Винченцо, ставшие художниками, упоминаются в документах с 1489 по 1500 год; они были наняты в качестве художников-мозаичистов для работ в соборе Сан-Марко. Они восстанавливали повреждённые временем старые мозаики, а также переводили некоторые живописные произведения, созданные их отцом или Чимой да Конельяно, в современные мозаики для многих церквей Венеции. Первый работал в Скуоле Сан-Марко (1494), готовил украшения для праздника Тела Христа (Corpus Domini); второй был ещё жив в 1513 году, и его не следует путать с одноимённым мозаичистом, работавшим в соборе Сан-Марко между 1506 и 1512 годами. Джованни Антонио Лаццари (1639—1713) — также венецианский живописец, но его отношение к этой семье неясно.
Учеником Ладзаро, вероятно, был Бенедетто Рускони.

## Творчество
Период формирования художника остаётся неясным, поскольку до 1480 года точно датированных его произведений не сохранилось. По мнению ряда историков искусства, своё раннее обучение он прошёл в Падуе (возможно, он был уроженцем этого города). Тем не менее, мозаика в базилике Сан-Марко, изображающая Св. Сергия и имеющая подпись Бастиани, (возможно, одна из его самых ранних работ, предполагают, что она создана в 1460 году или около того), свидетельствует и о других источниках его раннего творчества — исследователи отмечают в ней тосканское влияние (близость произведениям Кастаньо) и несхожесть с работами зрелого периода. К этому же раннему периоду относят две мозаики — «Архангел Гавриил» и «Архангел Михаил» из Городского музея Падуи. Вероятно, ранним произведением является также «Пьета» (подписана, но не имеет даты) из храма Сант-Антонио в Венеции. В ней отмечается более сложное композиционное построение и влияние падуанского мастера Франческо Скварчоне.
К более позднему периоду — 1470 годам относят «Св. Иеронима» (Монополи, Собор), пределлу с «Историей Иеронима» из Пинакотеки Брера, Милан, «Мадонну с Младенцем и музицирующими ангелами» (середина 1470-х, Музей Польди-Пеццоли, Милан), в которой Ладзаро изобразил излюбленный мотив падуанских мастеров — фруктовые гирлянды. Две большие картины Бастиани, «Причастие Св. Иеронима» и «Похороны Св. Иеронима» (Венеция, Галерея Академии), написанные на холсте для храма Тела и крови Христовой и датируемые началом 1470-х, ранее приписывались Витторе Карпаччо. Они составляли серию из пяти картин, посвящённых житию Св. Иеронима, в создании которой приняли участие Джованни Беллини (ему принадлежали две картины) и Альвизе Виварини (одна), однако их работы не сохранились. В «Св. Венеранде на троне» из Галереи Академии, Венеция, написанной в начале 1470-х, можно видеть как реминисценции падуанского стиля, так и влияние Джованни Беллини.
В свой более зрелый период Ладзаро Бастиани отказался от экспериментов молодости и использовал находки, почерпнутые, вероятно, в мастерской Беллини. «Рождество» 1480 года из Галереи Академии является примером этого нового стиля. Другой пример — «Благовещение» (подписанное) из Музея Коррер в Венеции. Ещё одним важным произведением для понимания творчества художника в этот период является «Св. Августин дарующий устав» из частной коллекции в Монтевидео (возможно, была создана в 1480—1485 годах). Влияние мастерской Беллини очевидно в «Св. Иерониме» из Собора в Асоло, в алтарной картине «Мадонна со святыми и донатором», написанной Ладзаро для церкви Санти-Мария-э-Донато на о. Мурано, в «Мадонне-делле-грацие» из церкви Сан-Франческо в Задаре (после 1479 года). К последним годам XV века относят его «Триптих» из Коллекции Хауорта, Англия, и подписанную «Мадонну с Младенцем» из Национальной галереи в Лондоне.

## Галерея

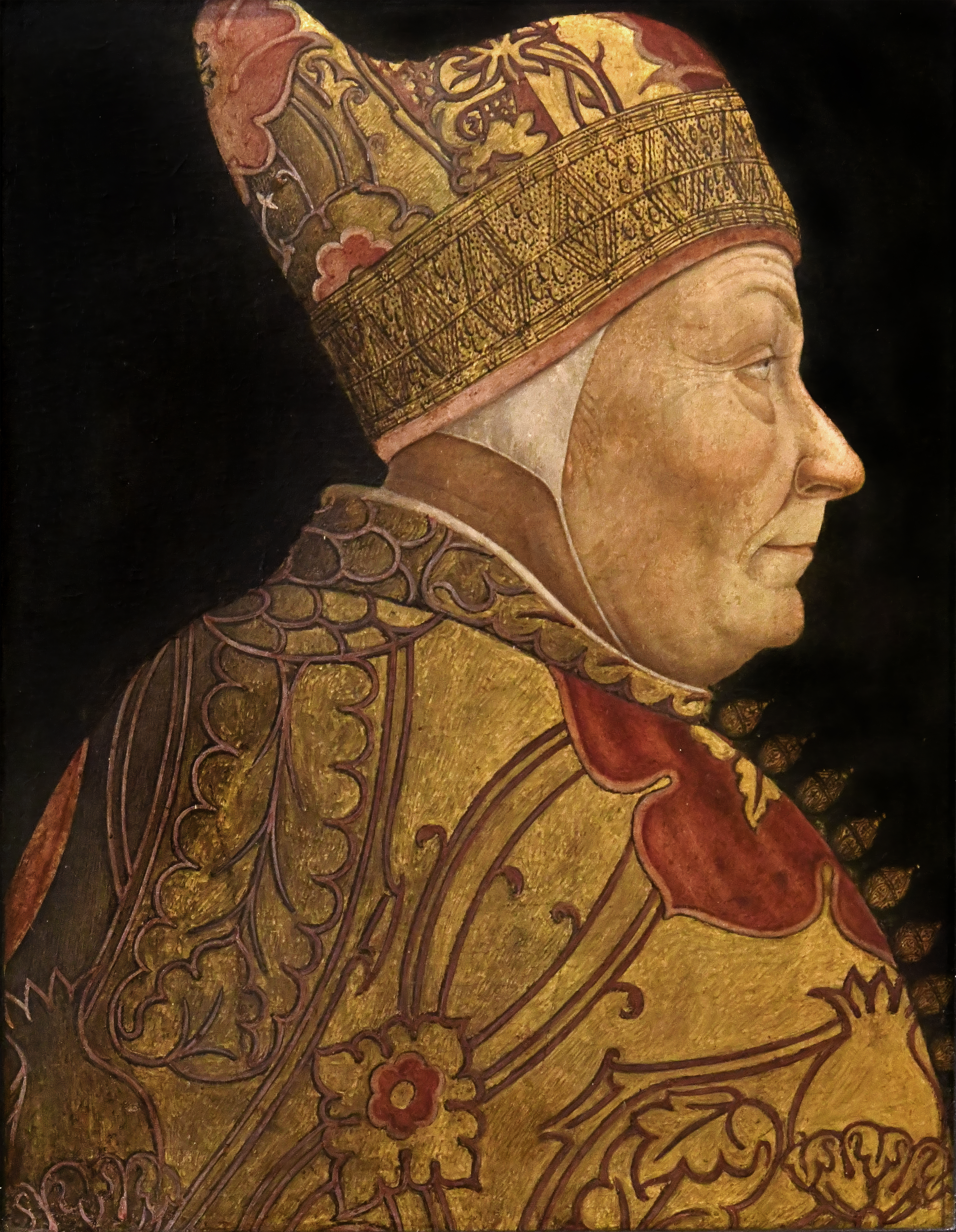
Портрет венецианского дожа Франческо Фоскари. Ок. 1460. Дерево, масло. Музей Коррер, Венеция
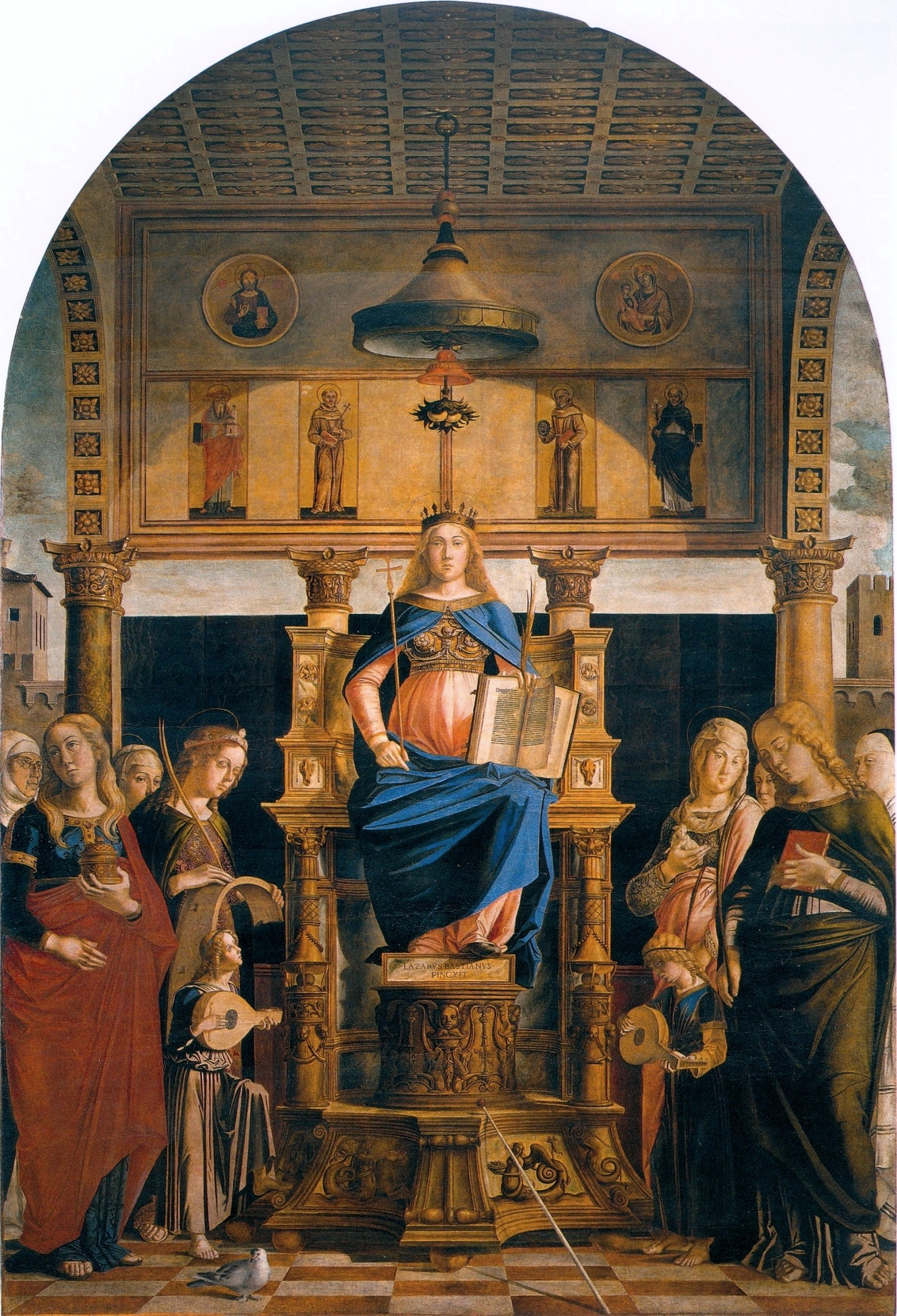
Святая Венеранда на троне. Между 1470 и 1475. Дерево, темпера. Галерея Академии, Венеция
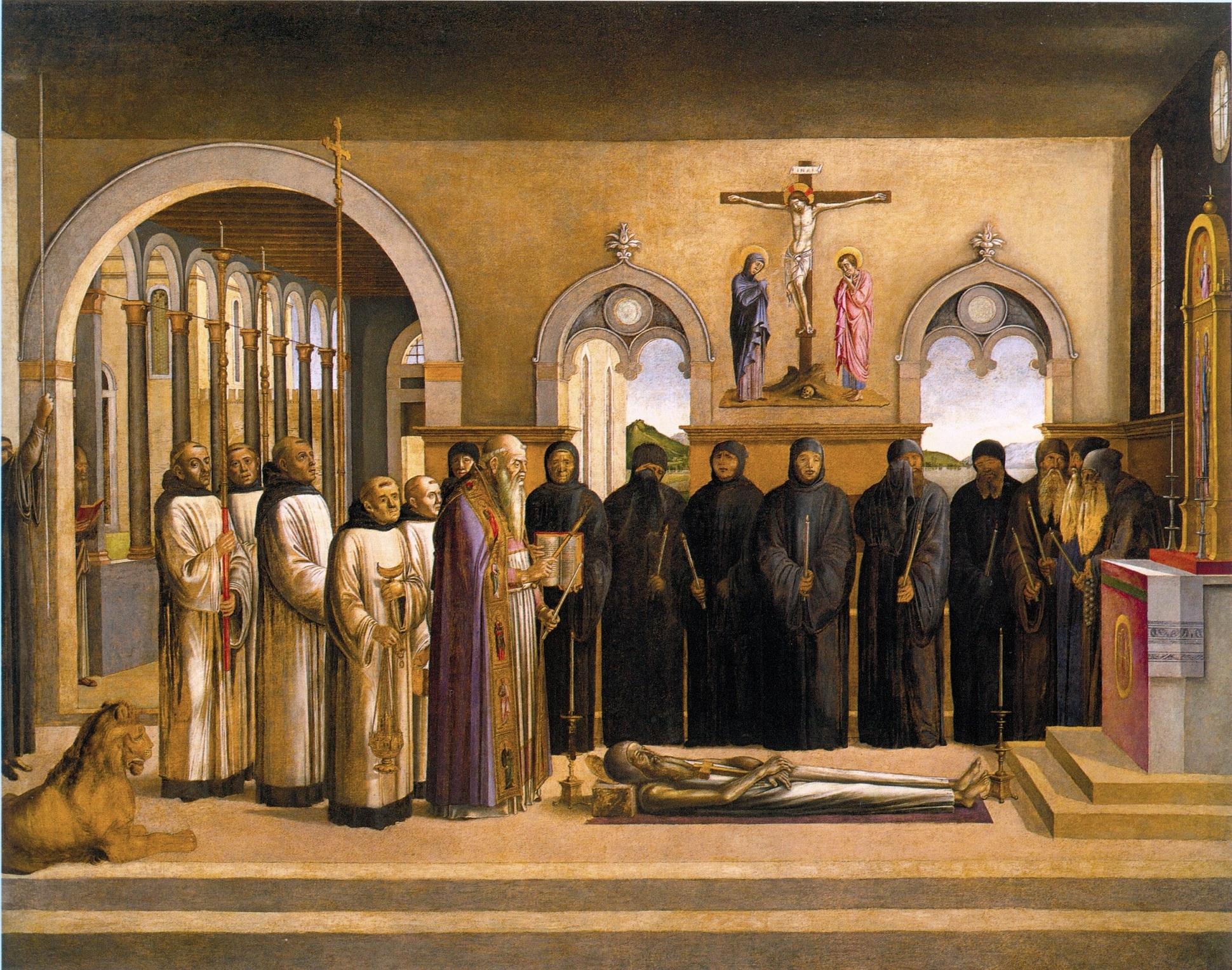
Похороны Святого Иеронима. Между 1470 и 1472. Холст, масло. Галерея Академии, Венеция
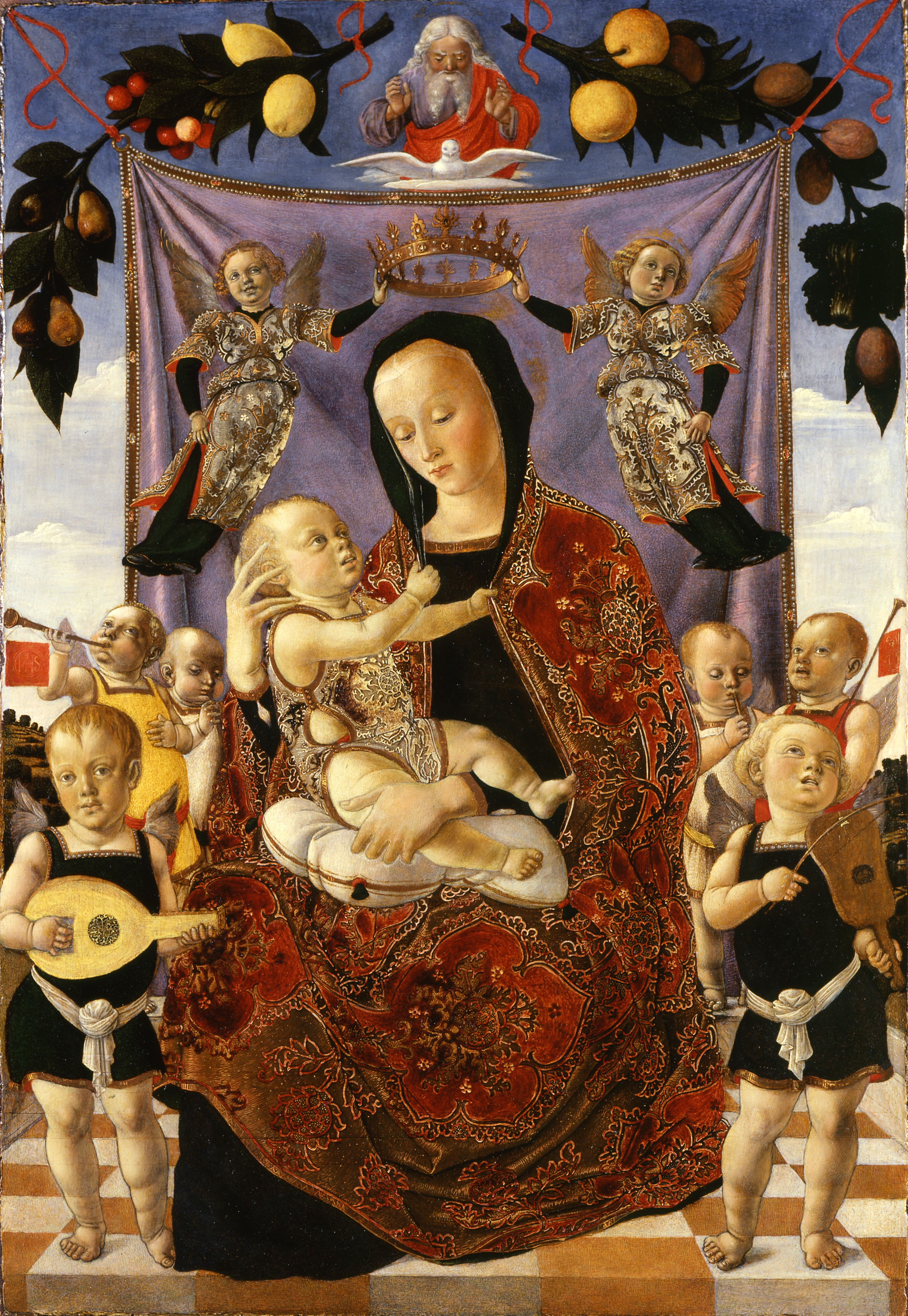
Мадонна Умиления (Мадонна с Младенцем и музицирующими ангелами. Ок. 1470. Дерево, темпера. Музей Польди-Пеццоли, Милан
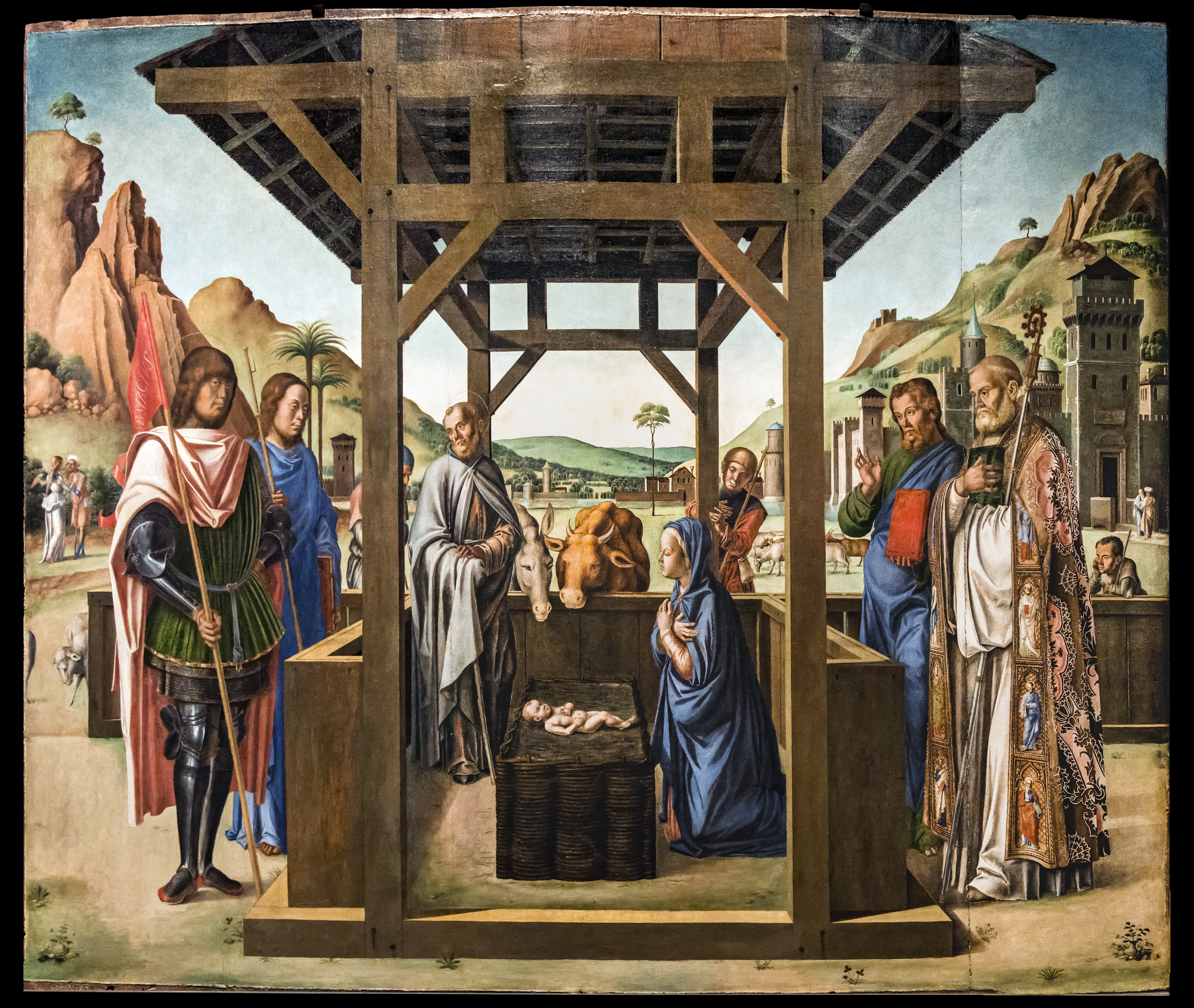
Рождество между святыми Иаковом, Евстахием, Николаем и Марком. Ок. 1494. Холст, темпера. Галерея Академии, Венеция
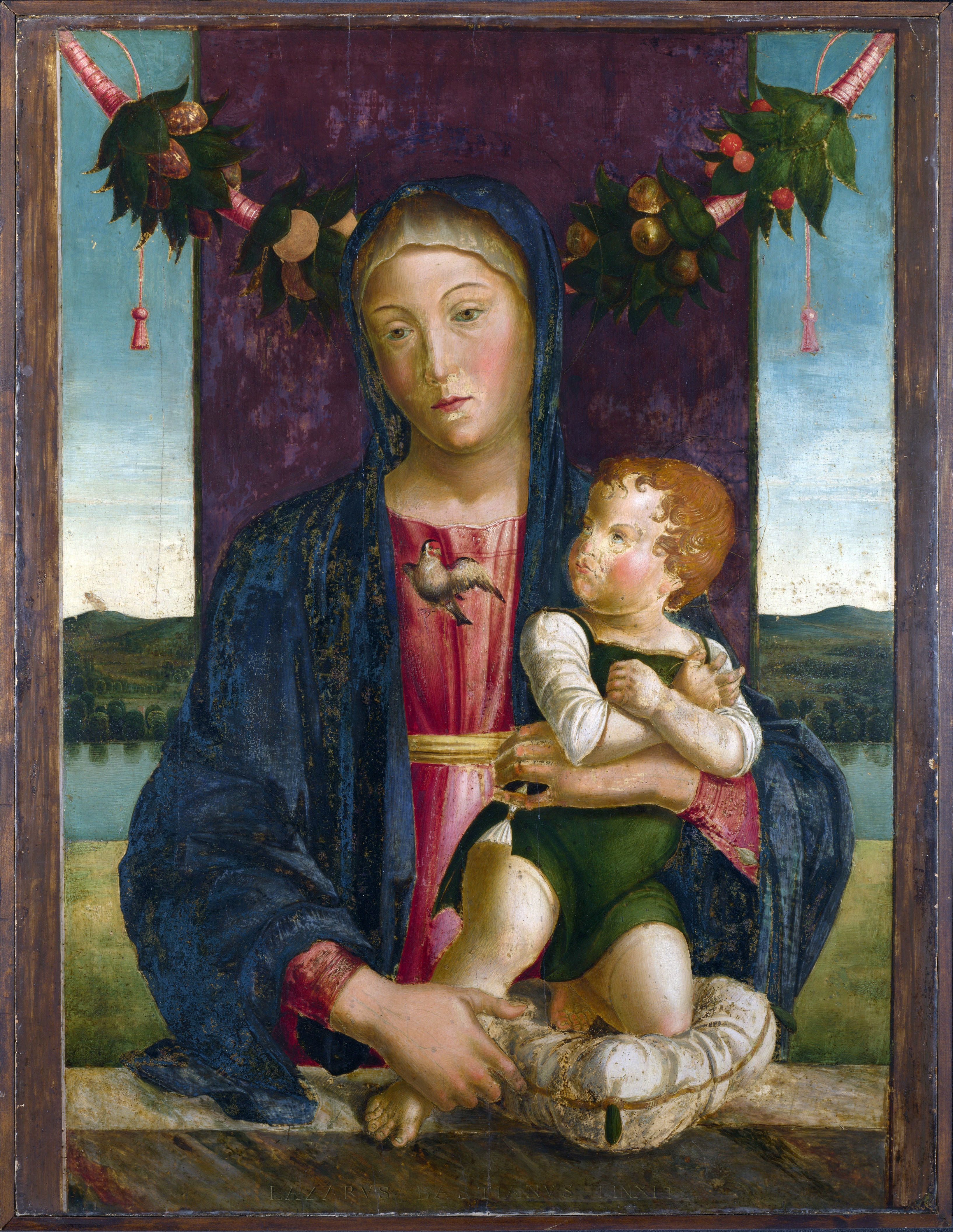
Мадонна с младенцем. Между 1480 и 1490. Дерево, темпера, масло. Национальная Галерея, Лондон
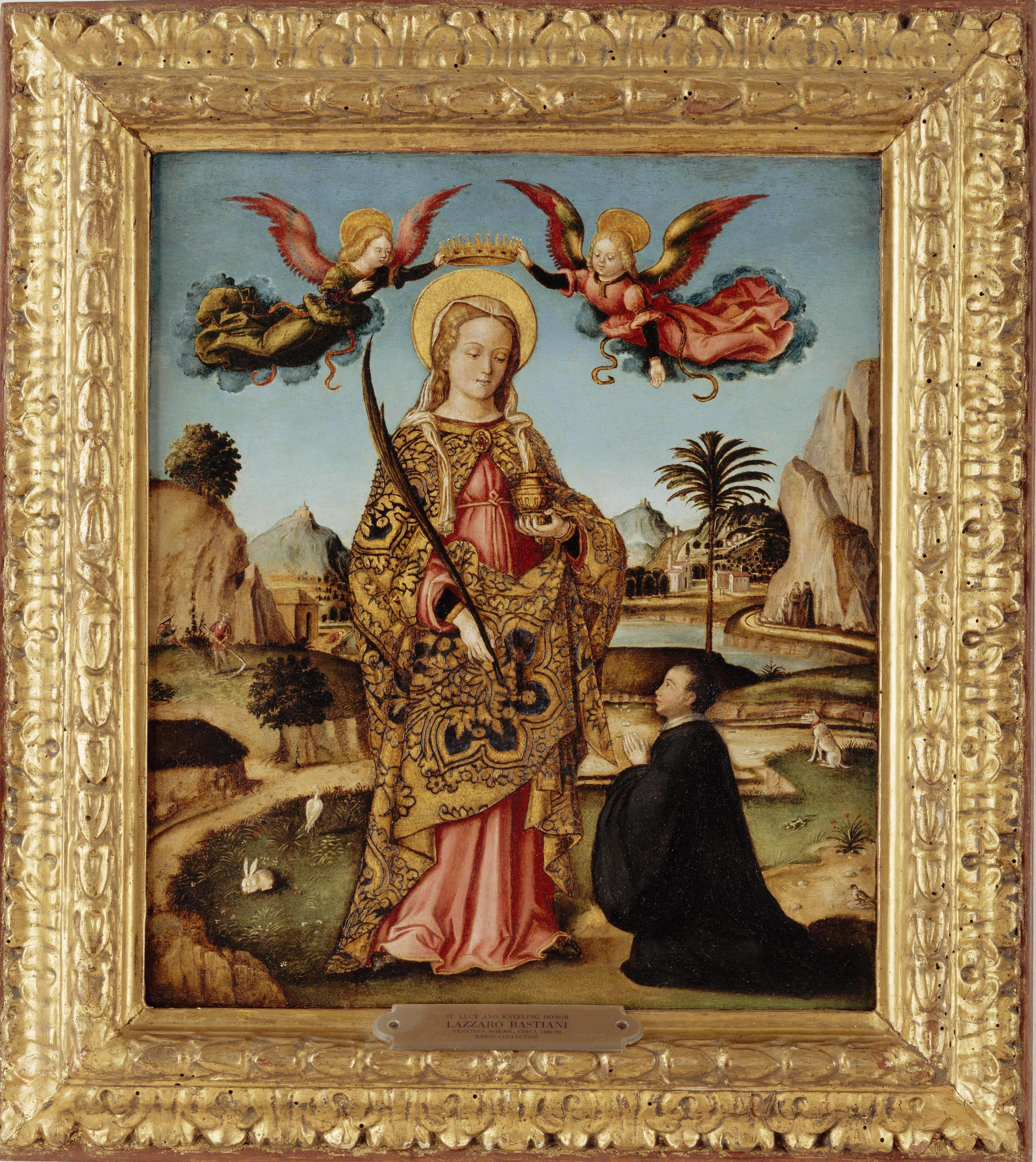
Святая Лючия и коленопреклонённый донатор. Ок. 1485. Дерево, масло. Художественный музей, Портленд, США